# 蘭巴拉
蘭巴拉（西班牙語：Rambala），是巴拿馬的城鎮，位於該國西北部，由博卡斯德爾托羅省的大奇里基區負責管轄，面積33.6平方公里，2010年人口1,682，人口密度每平方公里50.1人。